# Newtonia fanovanae
Newtonia-de-cauda-ruiva ou vanga-de-cauda-ruiva (Newtonia fanovanae) é uma espécie de ave da família Vangidae.
É endémica de Madagáscar.
Os seus habitats naturais são: florestas subtropicais ou tropicais húmidas de baixa altitude.
Está ameaçada por perda de habitat.